# 自薦の用心棒
自薦の用心棒（じせんのようじんぼう、英: self-appointed mindguards）とは、社会心理学、特に集団思考と呼ばれる研究領域において指摘された事象のひとつで、集団心理や社会的影響の結果得られた規範を、擁護しようとする存在を指す。自薦の用心棒は、異論や反対、水を差す行為を封殺しようと、発言者のネガティブ・キャンペーン等を行い、それにより異論の影響力を弱めようとする。